# سدادة شرجية
السدادة الشرجيّة هي جهاز طبي يستخدم أحياناً لعلاج سلس البراز عن طريق منع الخروج اللاإرادي للبراز. هي تختلف في التصميم والتركيب، لكنها عادة ما تكون عبارة عن أجهزة يمكن التخلص منها تستخدم مرة واحدة، مصنوعة من مواد ناعمة تنفتح على شكل وعاء أثناء الاستخدام.